# Stans (Austria)
Stans – gmina w Austrii, w kraju związkowym Tyrol, w powiecie Schwaz. Według Austriackiego Urzędu Statystycznego liczyła 1932 mieszkańców (1 stycznia 2015).